# Cyrtoneurina mellina
Cyrtoneurina mellina är en tvåvingeart som beskrevs av Stein 1918. Cyrtoneurina mellina ingår i släktet Cyrtoneurina och familjen husflugor. Inga underarter finns listade i Catalogue of Life.